# Kappel am Albis
Kappel am Albis (toponimo tedesco; fino al 1911 ufficialmente Kappel) è un comune svizzero di 1 110 abitanti del Canton Zurigo, nel distretto di Affoltern.

## Origini del nome
Fino al 1911 il paese veniva chiamato "Kappel" (che in tedesco significa "cappella"), in seguito è stato aggiunto "am Albis", cioè "vicino all'Albis", per distinguerlo da altri due villaggi svizzeri chiamati con lo stesso nome. L'Albis è una catena di colline lunga 19 km che attraversa buona parte del Canton Zurigo.

## Storia
Le origini di Kappel risalgono al 1185, quando è attestato per la prima volta il convento di Kappel, un monastero cistercense che adesso ospita solo attività commerciali. Il paese è stato lo scenario delle Guerre di Kappel nel 1529 e nel 1531 (prima e seconda guerra di Kappel), durante i tumulti che hanno accompagnato la nascita della Chiesa Riformata Svizzera fondata da Huldrych Zwingli. Durante la seconda battaglia di Kappel lo stesso Zwingli rimase ucciso; in sua memoria venne eretto un monumento nei pressi del casale di Näfenhäuser.

## Monumenti e luoghi d'interesse

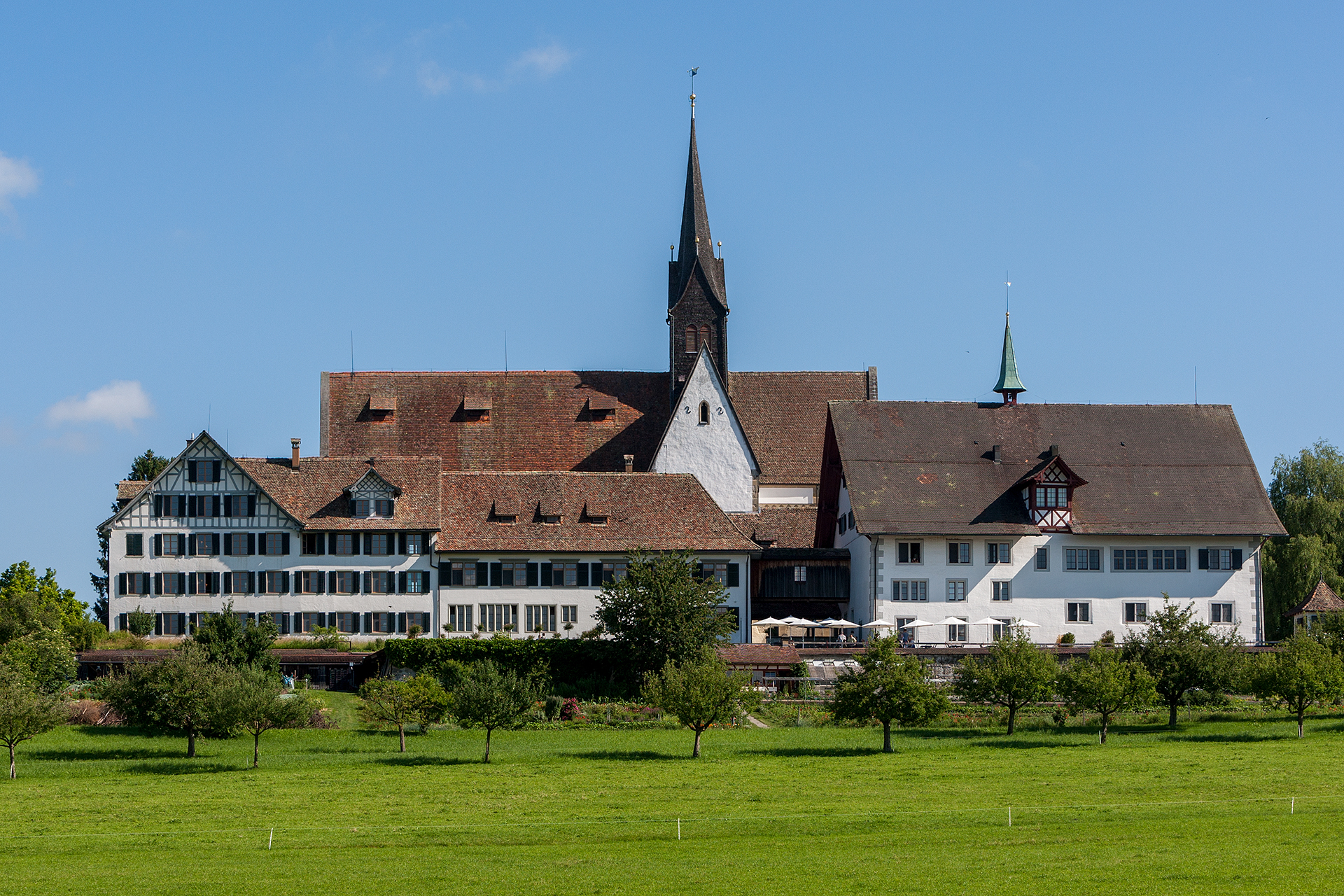
Il convento di Kappel

- Convento di Kappel, attestato dal 1185 e ricostruito nel XIII-XIV secolo[2].

## Società

### Evoluzione demografica
L'evoluzione demografica è riportata nella seguente tabella:
Abitanti censiti

## Amministrazione
Ogni famiglia originaria del luogo fa parte del cosiddetto comune patriziale e ha la responsabilità della manutenzione di ogni bene ricadente all'interno dei confini del comune.